# Миливоје Трбић
Миливоје Трбић (Браилово, 13. април 1913 — Скопље, 24. септембар 1947) био је српски официр. Био је капетан Југословенске војске, командант Прилепске и Велешке бригаде, као и помоћник команданта Вардарске војне области у оквиру Југословенске војске у Отаџбини.

## Биографија
Рођен је 13. априла 1913. године у Браилову, као најстарији син Василија Трбића, четничког војводе из Балканских ратова и Првог светског рата.
Априлски рат је дочекао као капетан Југословенске војске. По наређењу штаба Врховне команде Југословенске војске у Отаџбини, од 1941. године је организовао четничку делатност у Македонији. Командовао је најпре Поречким четничким одредом у битољском, прилепском и велешком срезу, а затим је постао командант Велешке бригаде Другог вардарског корпуса, која је касније припојена Прилепској бригади, а Трбић је постао њен нови командант.
Од 19. јуна 1944. године, Трбић је постао помоћник команданта Вардарске војне области у оквиру Југословенске војске у Отаџбини.
Ухапшен је у јануару 1947]]. године у селу Рилево, у акцији агената Удбе. На суђењу у Скопљу од [[11. јун|11. до 13. јуна 1947. године, осуђен је за дело против народа и државе на казну смрти стрељањем, губитак политичких и грађанских права, као и конфискацију целокупне имовине. Егзекуција је извршена 24. септембра 1947. године.